# بیل (افسانه‌شناسی)
بیل (‎/ˈbeɪl/‎؛ از اکدی bēlu)، به مفهوم «خداوند» یا «استاد» پیش از آن که نام باشد عنوانی است که به خدایان گوناگون در کیش‌های میان رودانی از اکد، آشور و بابل گفته می‌شد. شکل زنانه بیل، بلیت به معنای بانو و زن است. این واژه در در یونانی به شکل Belos و در لاتین به شکل Belus خوانده می‌شود. از نگاه زبانی Bel یک واژه سامی شرقی است که با بعل از زبان‌های سامی شمال غربی با همان معنی همبسته است.
مترجمان نخستین اکدی بر این باور بودند که ایدوگرام خدایی که در زبان سومری، انلیل خوانده می‌شود، به شکل Bel در اکدی خوانده شود. همبستگی نگاه دانشگاهیان این فرضیه را نادرست می‌داند، اما از Bel به معنای Enlil در برگردان‌ها و بحث‌های قدیمی استفاده شده‌است.
بیل به ویژه برای خدای بابلی مردوک مورد استفاده قرار گرفته و هنگامی که در نوشته‌های آشوری و بابلی نو یا در کتیبه‌هایی در نوشته‌های میان رودان ذکری از آن شده، می‌توان آن را معمولاً به معنای مردوک و نه هیچ خدای دیگری در نظر گرفت.

## بل از پالمیرا، سوریه
خدایی به نام بیل خدای اصلی پالمیرا در دوران پیش از هلنیسم بود که در کنار خدایان آگلیبول و یاریبول پرستیده می‌شد. نام اصلی او بول بود، [۳] بعد از زبان سامی شمال غربی بعل [۴] (که معمولاً برای خدای حداد گفته می‌شد)، تا زمانی که فرقه بیل-مردوگ در پالمیرا گسترش یافت و تا سال ۲۱۳ پیش از میلاد، بول به بیل تغییر یافت. [۳] معبد بیل به این خدا اختصاص یافته بود که توسط داعش تخریب شد. [5]
- بیل از پالمیرای سوریه، که در سمت چپ در کنار  Ba'alshamin , Yarhibol و Aglibol در نقش برجسته پالمیرا به تصویر کشیده شده‌است.
- دروازه استوار معبد بل در پالمیرا، سوریه